# RC Praga
RC Praga – dawny czechosłowacki, a obecnie czeski klub rugby z siedzibą w praskiej dzielnicy Vysočany, czternastokrotny mistrz Czechosłowacji i dwukrotny mistrz Czech. Męska drużyna obecnie występuje w czeskiej Extralidze.

## Historia
Najbardziej utytułowany w historii czeskiego rugby zespół powstał pod koniec II wojny światowej w 1944 r. w Pradze i już w tym samym roku zespół rozegrał pierwsze towarzyskie spotkania. W 1951 roku drużyna zmieniła nazwę po uzyskaniu prawa do korzystania z piłkarskiego boiska Autopraga, jednak już w roku 1955 przeniosła się na obiekt, z którego, z kilkuletnią przerwą, korzysta do tej pory. W latach osiemdziesiątych klub, występujący wtedy w dzielnicy Koloděje, zdominował czechosłowackie rozgrywki, zdobywając sześć tytułów i ustanawiając rekord 39 meczów z rzędu bez porażki. W 1992 zorganizował pierwszy w ówczesnej Czechosłowacji turniej w rugby 7. Klub w 2002 r. zdobył swój piętnasty – rekordowy – tytuł, a uniezależnił się cztery lata później, przyjmując obecną nazwę.
Z klubem było związanych wielu wybitnych graczy, trenerów i działaczy, m.in. przedstawiciel Czechosłowacji w FIRA-AER – Jan Kudrna, prezes Czechosłowackiego Związku Rugby – Jiří Vopálenský, prezesi Czeskiego Związku Rugby – Bruno Kudrna i Edward Krützner, pierwszy Czech grający i trenujący we Francji – Eduard Krützner. Rugbystami roku pochodzącymi z tego klubu byli natomiast: Bruno Kudrna (1974, 1977, 1979, 1981, 1982, 1986), Miroslav Fuchs (1985, 1987), Luděk Kudláček (1991). Sama drużyna jako pierwsza przecierała szlaki czeskiego rugby w Tunezji czy Wielkiej Brytanii, a sześciu jej graczy znalazło się w „drużynie stulecia” wybranej z okazji 75-lecia czeskiego rugby w 2001 roku: Petr Pokorný, Zdeněk Vorlický, Eduard Krützner, Karel Hrníčko, Bruno Kudrna i Jindřích Vrzal.
Jako jedyny klub w historii czechosłowackiego i czeskiego rugby nigdy nie spadł z najwyższej klasy rozgrywkowej.

### Historyczne nazwy klubu
- 1944 Radostně vpřed
- 1945–1948 LTC Praha
- 1949–1950 TJ Textilia Praha
- 1951–1952 TJ Sokol Autopraga
- 1953–1967 TJ Spartak AZKG Praha
- 1968–2006 TJ Praga Praha
- od 2007 RC Praga Praha

### Prezesi klubu
- 1944–1945 Harry Rust
- 1945–1946 František Čech
- 1946–1955 Harry Rust
- 1955–1964 Soběslav Fiker
- 1964–1967 Vilém Vyšín
- 1967–1972 Stanislav Péca
- 1972–1976 Jan Král
- 1976–1979 Jan Kudrna
- 1979–1981 Jan Vopálenský
- 1981–1991 Vladimír Kodytek
- 1991–1996 Karel Kolář
- 1996–1998 Jan Moťovský
- 1998–2000 Bruno Kudrna
- 2000–2004 Luděk Kudláček
- 2004–2009 Jiří Voves
- od 2009 Zdeněk Žák

### Kapitanowie klubu
- 1944–1950 Zdeněk Trpišovský
- 1950–1952 Jiří Júza
- 1952–1955 Otakar Helebrant
- 1955–1963 Miroslav Vondráček
- 1963–1966 Karel Hrníčko
- 1966–1971 Eduard Krützner
- 1971–1974 Karel Brejla
- 1974–1975 Miroslav Syrový
- 1976–1980 Zdeněk Parkos
- 1980–1987 Bruno Kudrna
- 1987–1989 Pavel Šťastný
- 1989–1992 Tomáš Zachariáš
- 1992–1995 Pavel Hrníčko
- 1995–1998 Luděk Kudláček
- 1998–1999 Miroslav Fuchs
- 1999–2004 Zdeněk Zeman
- 2004–2005 Jan Kudrna
- 2005–2010 Pavel Syrový
- od 2010 Petr Čížek

## Sukcesy
- Mistrzostwo Czechosłowacji (14):  1948, 1955, 1960, 1962, 1963, 1966, 1972, 1982, 1983, 1984, 1986, 1987, 1988, 1992
- Mistrzostwo Czech (1):  2002, 2014
- Puchar Czech (1): 2002
- Puchar Czechosłowacji (7): 1978, 1979, 1982, 1986, 1987, 1989, 1992